# Confetto riccio
Il confetto riccio è un confetto tipico prodotto ad Agnone, le cui origini sono piuttosto antiche. È un confetto più grande del normale con superficie rugosa. Tenero e friabile, si consuma fresco e può essere conservato sottovuoto. 

## Ingredienti
Le materie prime sono: zucchero, mandorla di Avola, gomma arabica, aromi naturali. La mandorla di Avola viene cosparsa di gomma arabica per favorire la copertura con lo zucchero. Nella "bassina" (grande calderone in rame), mentre ruota, si versa lo zucchero sciroppato che cristallizzando ingrossa la mandorla e le conferisce la caratteristica forma rugosa.